# Senecio aquaticus subsp. aquaticus
Senecio aquaticus subsp. aquaticus é uma subespécie de planta com flor pertencente à família Asteraceae.

Os seus nomes comuns são tasneira-da-água ou tasneirinha.

## Portugal
Trata-se de uma subespécie presente no território português, nomeadamente em Portugal Continental e no Arquipélago dos Açores.
Em termos de naturalidade é nativa de Portugal Continental e possivelmente nativa dos Arquipélago dos Açores.

## Protecção
Não se encontra protegida por legislação portuguesa ou da Comunidade Europeia.